# Charles Leonard
Charles Leonard (n. 23 februarie 1913, Fort Snelling⁠(d), Minnesota, SUA – d. 18 februarie 2006, Fort Belvoir⁠(d), Fairfax, Virginia, SUA) a fost un pentatlonist american, medaliat olimpic. A participat la o ediție a Jocurilor Olimpice (1936) în care a câștigat o medalie de argint.

## Participări
Lista de mai jos prezintă principalele competiții la care a participat Charles Leonard de-a lungul carierei.
- Olympische Sommerspiele 1936/Moderner Fünfkampf[*]